# 港子埔
港子埔，原寫為港仔埔，是臺灣高雄市林園區的一個傳統地域名稱，位於該區西南部。相較於今日行政區，其範圍大致包括中門里不含中部及北部及西北部邊界地帶、港埔里、頂厝里不含北部中央凸出部分及東半葉的北部邊界地帶、港嘴里東部邊界地帶北半段、西溪里西北部邊界地帶中偏南段、文賢里西部中央凸出部分的西半部。
本地區境內主要聚落為港仔埔、港仔嘴、內厝、過溝、田中央、椰樹、頂厝、檨仔林、中坑門、中坑，設有港埔國小。

## 歷史
台灣日治初期，港子埔地區為一街庄，稱為「港仔埔庄」（舊制街庄），隸屬於小竹下里。該庄昔日西北與鳳鼻頭庄為鄰，北邊大部分與王公廟庄為鄰，北邊東側一小段及東邊與林仔邊庄為鄰，東南邊為中芸庄，西南邊臨台灣海峽。
1901年（日治明治三十四年）11月11日，全台廢縣廳改設二十廳，該庄隸屬於鳳山廳。1904年（明治三十七年）5月3日，該庄編入「中芸區」，隸屬於鳳山廳。1909年（明治四十二年）10月25日，全台合併二十廳為十二廳，中芸區改隸屬於臺南廳。1920年（大正九年）10月1日，全台地方制度大改正，廢十二廳改設五州二廳，該庄改制並雅化為「港子埔」大字，隸屬於高雄州鳳山郡林園庄（新制街庄）。
戰後林園庄改制為林園鄉，隸屬於高雄縣，大字亦改制為村。1950年（民國39年）10月1日，高、屏分治，林園鄉仍隸屬於高雄縣。2010年（民國99年）12月25日，高雄縣、市合併為直轄高雄市，林園鄉改制為林園區，村亦改制為里。

## 聚落
本地區發展較早的聚落為港仔埔、港仔嘴、內厝、過溝、田中央、椰樹、頂厝、檨仔林、中坑門、中坑，在日治初期的官方地圖上已有記載。

## 交通
省道台17線又稱「西部濱海公路」，是甲南至水底寮的幹道，經過本地區北部邊界地帶的頂厝、田中央等聚落。由該道路北行（大方向，當地先向西行）可前往小港區、前鎮區/鳳山區西南端、苓雅區、前金區/新興區交界地帶、前金區、三民區等地；南行（大方向，當地先向東行）可前往林園區林園市區南側、屏東縣新園鄉、東港鎮、林邊鄉等地。
區道高87線是潭頭至中芸的道路，經過本地區的頂厝、內厝、港仔埔等聚落。

## 學校
- 港埔國小

## 公務機關
- 高雄市政府警察局林園分局港埔派出所